# Robert Burton (Schriftsteller)
Robert Burton (* 8. Februar 1577 in Lindley, Leicestershire; † 25. Januar 1640 in Oxford) war ein englischer Schriftsteller und anglikanischer Geistlicher und Gelehrter.

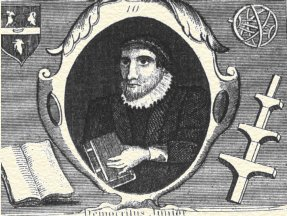
Robert Burton

Burton verbrachte fast sein ganzes Leben als Erwachsener als Geistlicher und Gelehrter am Christ Church College in Oxford. Er schrieb zunächst wenig erfolgreiche Dramen und unbedeutende Lyrik. Erst sein unter dem Pseudonym „Democritus junior“ veröffentlichtes Buch Anatomie der Melancholie (engl. The Anatomy of Melancholy), das fünf ständig erweiterte Auflagen zu Lebzeiten und eine postume Auflage erlebte, wurde ein großer Erfolg. Es handelt sich dabei um eine Abhandlung über den körperlich-geistigen Krankheitszustand der Melancholie, ihrer Geschichte, Ursachen und Heilmöglichkeiten. Sie gilt heute als Vorläufer der psychischen Krankheit Depression. In diesem Buch popularisierte Burton auch die Metapher „Auf den Schultern von Giganten“, deren Urheber Bernhard von Chartres ist, und begründete erste Vorläufer der Kognitionswissenschaft.

## Textausgaben und Übersetzungen

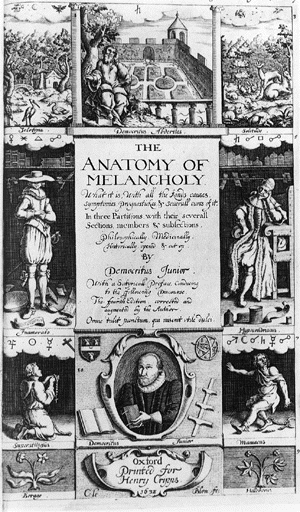
Frontispiz der Anatomy of Melancholy (1652)

- Connie McQuillen (Hrsg.): Robert Burton: Philosophaster. Center for Medieval and Early Renaissance Studies, Binghamton 1993, ISBN 0-86698-123-3 (kritische Edition mit englischer Übersetzung)
- Die Anatomie der Schwermut. Aus dem Englischen und mit einem Essay von Ulrich Horstmann. Frankfurt am Main 2003, Reihe Die Andere Bibliothek, ISBN 3-8218-4529-5.
- Die Anatomie der Melancholie. Aus dem Englischen übertragen, kommentiert und mit einem Nachwort von Werner von Koppenfels. 4. Auflage. Dieterich’sche Verlagsbuchhandlung, Mainz 2006, ISBN 978-3-87162-007-2.

## Nachweise
1. ↑  Roy Porter: Wahnsinn. Eine kleine Kulturgeschichte. Aus dem Englischen von Christian Detoux. Dörlemann, Zürich 2005, ISBN 978-3-908777-06-9; Clark Lawlor: From Melancholia to Prozac. A History of Depression. Oxford University Press, Oxford 2012, ISBN 978-0-19-958579-3 (Vorschau bei Google Bücher).
2. ↑  Margery Corbett, Ronald Lightbrown: The Comely Frontispiece. The Emblematic Title-Page in England, 1550–1660. Henley, London 1979, S. 190–200.

| Personendaten    | Personendaten                                                          |
| ---------------- | ---------------------------------------------------------------------- |
| NAME             | Burton, Robert                                                         |
| KURZBESCHREIBUNG | englischer Schriftsteller und anglikanischer Geistlicher und Gelehrter |
| GEBURTSDATUM     | 8. Februar 1577                                                        |
| GEBURTSORT       | Lindley, Leicestershire                                                |
| STERBEDATUM      | 25. Januar 1640                                                        |
| STERBEORT        | Oxford                                                                 |